# Lijst van zoogdieren in Peru
Deze lijst bevat zoogdieren die in Peru leven

## OrdeLuiaards en miereneters(Pilosa)

### FamilieDrievingerige luiaards(Bradypodidae)
- Kapucijnluiaard (Bradypus variegatus)

### FamilieTweevingerige luiaards(Megalonychidae)
- Tweevingerige luiaard (Choloepus didactylus)
- Hoffmannluiaard (Choloepus hoffmanni)

### FamilieDwergmiereneters( Cyclopedidae)
- Dwergmiereneter ( Cyclopes didactylus)

### FamilieMiereneters
- Reuzenmiereneter ( Myrmecophaga tridactyla)
- Noordelijke boommiereneter (Tamandua mexicana)
- Zuidelijke boommiereneter (Tamandua tetradactyla)

## OrdeOnevenhoevigen(Perissodactyla)

### FamilieTapirs(Tapiridae)
- Laaglandtapir (Tapirus terrestris)
- Bergtapir (Tapirus pinchaque)

## OrdeEvenhoevigen(Artiodactyla)

### FamilieHertachtigen(Cervidae)
- Moerashert (Blastocerus dichotomus)
- Damhert (Dama dama)
- Peruviaanse huemul (Hippocamelus antisensis)
- Rood spieshert (Mazama americana)
- Dwergspieshert (Mazama chunyi)
- Mazama nemorivaga
- Bruin spieshert (Mazama rufina)
- Witstaarthert (Odocoileus virginianus)
- Noordelijke poedoe (Pudu mephistophiles)

### FamilieEeltpotigen(Tylopoda)
- Guanaco (Lama guanicoe)
- Lama (Lama glama)
- Alpaca (Vicugna pacos)
- Vicuña (Vicugna vicugna)

### FamiliePekari's(Tayassuidae)
- Halsbandpekari - Pecari tajacu
- Witlippekari -  Tayassu pecari

## OrdeRoofdieren(Carnivora)

### FamilieHondachtigen(Canidae)
- Kortoorvos (Atelocynus microtis)
- Manenwolf (Chrysocyon brachyurus)
- Andesvos (Pseudalopex culpaeus)
- Boshond (Speothos venaticus)

### FamilieKatachtigen(Felidae)
- Colocolokat (Leopardus colocolo)
- Bergkat (Leopardus jacobita)
- Ocelot (Leopardus pardalis
- Tijgerkat (Leopardus tigrinus)
- Margay (Leopardus wiedii)
- Jaguar (Panthera onca)
- Poema (Puma concolor)
- Jaguarundi (Puma yaguaroundi)

### FamilieBeren(Ursidae)
- Brilbeer (Tremarctos ornatus)

### FamilieKleine beren(Procyonidae)
- Allens slankbeer (Bassaricyon alleni)
- Rode neusbeer (Nasua nasua)
- Kinkajoe (Potos flavus)
- Krabbenetende wasbeer (Procyon cancrivorus)

### FamilieStinkdieren(Mephitidae)
- Chileense varkenssnuitskunk (Conepatus chinga)
- Amazone-varkenssnuitskunk (Conepatus semistriatus)

### FamilieMarterachtigen(Mustelidae)
- Tayra (Eira barbara)
- Galictis cuja
- Grison (Galictis vittata)
- Kustotter (Lontra felina)
- Langstaartotter (Lontra longicaudis)
- Mustela africana
- Langstaartwezel (Mustela frenata)
- Reuzenotter (Pteronura brasiliensis)

## Andere lijsten van zoogdieren naar land
Landen: Afghanistan · Albanië · Algerije · Andorra · Angola · Antigua en Barbuda · Argentinië · Armenië · Australië · Azerbeidzjan · Bahama's · Bahrein · Bangladesh · Barbados · België · Belize · Benin · Bhutan · Bolivia · Bosnië en Herzegovina · Botswana · Brazilië · Brunei · Bulgarije · Burkina Faso · Burundi · Cambodja · Canada · Centraal-Afrikaanse Republiek · Chili · China · Colombia · Comoren · Congo-Brazzaville · Congo-Kinshasa · Costa Rica · Cuba · Cyprus · Denemarken · Djibouti · Dominica · Dominicaanse Republiek · Duitsland · Ecuador · Egypte · El Salvador · Equatoriaal-Guinea · Eritrea · Estland · Ethiopië · Fiji · Filipijnen · Finland · Frankrijk · Gabon · Gambia · Georgië · Ghana · Grenada · Griekenland · Guatemala · Guinee · Guinee-Bissau · Guyana · Haïti · Honduras · Hongarije · Ierland · IJsland · India · Indonesië · Irak · Iran · Israël · Italië · Ivoorkust · Jamaica · Japan · Jemen · Jordanië · Kaapverdië · Kameroen · Kazachstan · Kenia · Kirgizië · Kiribati · Koeweit · Kosovo · Kroatië · Laos · Lesotho · Letland · Libanon · Liberia · Libië · Liechtenstein · Litouwen · Luxemburg · Madagaskar · Malawi · Maldiven · Maleisië · Mali · Malta · Marokko · Marshalleilanden · Mauritanië · Mauritius · Mexico · Micronesië · Moldavië · Monaco · Mongolië · Montenegro · Mozambique · Myanmar · Namibië · Nauru · Nederland · Nepal · Nicaragua · Nieuw-Zeeland · Niger · Nigeria · Noord-Korea · Noord-Macedonië · Noorwegen · Oeganda · Oekraïne · Oezbekistan · Oman · Oostenrijk · Oost-Timor · Pakistan · Palau · Panama · Papoea-Nieuw-Guinea · Paraguay · Peru · Polen · Portugal · Qatar · Roemenië · Rusland · Rwanda · Saint Kitts en Nevis · Saint Lucia · Saint Vincent en de Grenadines · Salomonseilanden · Samoa · San Marino · Sao Tomé en Principe · Saoedi-Arabië · Senegal · Servië · Seychellen · Sierra Leone · Singapore · Slovenië · Slowakije · Soedan · Somalië · Spanje · Sri Lanka · Suriname · Swaziland · Syrië · Tadzjikistan · Tanzania · Thailand · Togo · Tonga · Trinidad en Tobago · Tsjaad · Tsjechië · Tunesië · Turkije · Turkmenistan · Tuvalu · Uruguay · Vanuatu · Venezuela · Verenigd Koninkrijk · Verenigde Arabische Emiraten · Verenigde Staten · Vietnam · Wit-Rusland · Zambia · Zimbabwe · Zuid-Afrika · Zuid-Korea · Zweden · Zwitserland

Overig: Lijst van zoogdieren · Lijst van zoogdieren in Europa · Lijst van zoogdieren op Newfoundland · Lijst van zoogdieren met Nederlandse namen